# Edward Sundell
Edward Sundell, född 10 januari 1859 i Vimmerby, död 13 februari 1929 i New York, var en svensk-amerikansk litteratör. 
Sundell studerade i Sverige vid elementarskola, men utvandrade i unga år, först till St. John's i Newfoundland, men flyttade efter tio månader till New York. Han tjänstgjorde under 40 år hos järnvägspresidenten Chauncey Depew och var under 15 år hans privatsekreterare. Sundell utgav 1894 diktsamlingen Lyckliga dagar och var redaktör för tidskriften Valkyrian (utgiven 1897–1909). Han skrev i Nordstjernan åtskilliga reseskildringar och där såväl som i andra tidningar (bland annat Kurre och Vestkusten) och fick i julkalendrar införda talrika småberättelser, utkast och poem. Han skrev en dramatisk dikt i fyra akter, Hunger, som behandlade den svårlösta frågan om arbetets och kapitalets inbördes förhållande.